# Josef Bedeus von Scharberg
Josef Bedeus von Scharberg, magyaros írásmóddal Bedeus József scharbergi báró (Nagyszeben, 1783. február 2. – Nagyszeben, 1858. április 6.) erdélyi kormányszéki tanácsos, történész.

## Élete
Családja a 16. században telepedett le Besztercén, és sok egyházi és világi tisztségviselőt adott az országnak. Apja, Joachim Bedeus von Scharberg tartományi főbiztos és belső titkos tanácsos volt. Iskoláit 1790–1792-ben szülővárosában, 1793–1795-ben a kolozsvári unitárius kollégiumban végezte, majd 1795–1796-ban magánoktatásban részesült. 1796 végén ismét Kolozsváron az unitárius kollégiumban folytatta tanulmányait. A jogot 1800–1802-ben az ottani katolikus lyceumban végezte. Apjával több ízben beutazta Erdélyt, és tanulmányainak végeztével Bécsbe, Prágába, Drezdába, Regensburgba, Linzbe s 1804-ben Velencébe ment.
1802-ben államhivatalba lépett az erdélyi kormányszéknél, ahol 1823. július 4-én titkár, 1827-ben az erdélyi udvari kancelláriánál udvari titkár, 1829-ben annak kormánytanácsosa lett; 1834-ben udvari tanácsossá nevezték ki. 1839. február 11-én erdélyi főkormánybiztosi, 1848. január 10-én titkos tanácsosi méltóságot nyert. Az 1837-1847 közötti országgyűléseken energikusan kiállt az erdélyi szászok autonómiájának megőrzéséért, ugyanakkor támogatta a latin, mint hivatalos nyelv eltörlését, és a magyarral való helyettesítését. 1847-ben Orláton pamutfonó gyárat alapított.
Az 1848–49-es forradalom és szabadságharc alatt támogatta Erdély Magyarországgal való unióját, ezzel elszigetelődött a szászok között, akik a szász autonómiát egy független Erdélyen belül, vagy az osztrák birodalmon belül képzelték el. 1848 októberében ő tanácsolta Puchner Antal tábornoknak, hogy a szász városok közé csoportosítsa haderejét, hogy a béke és rend helyreállítását – valójában Erdély meghódítását – biztosítsa. Amikor a magyarok Nagyszebent bevették, az államkincstárral Romániába menekült. A szabadságharc leverése után újból elfoglalta hivatalát, emellett megbízták annak a bizottságnak a vezetésével, amely az erdélyi telekkönyvek felállítását készítette elő.
1850. augusztus 21-én a Lipót-rend nagykeresztjével tüntették ki. 1853 márciusában nyugalomba vonult. 1854. február 20-án ausztriai bárói rangra emelték. Noha egész életében hűségesen szolgálta az osztrák államgépezetet, az abszolutizmus korszakában meg kellett érnie a szász önkormányzatiság gyakorlati megszüntetését. Erről 1853-ban így írt: „Ítélethozatal nélkül agyonütöttek, kereszt és gyertyafény nélkül sírba tettek bennünket. Ez volt a jutalom mindazért, amit a veszély éveiben tettünk és szenvedtünk.”
Erdély történelmével kapcsolatos munkássága kiemelkedő jelentőségű. A Verein für siebenbürgische Landeskunde (erdélyi honismereti társaság) 1842-ben elnökévé választotta.

## Munkái
- Die Abbildung und Beschreibung von zwei im Jahre 1823 bei Várhely entdeckten römischen Mosaiken. Kronstadt, 1825. (Ism. Hormayr Archivja XVI. 745.)
- Das lucrum camerae in Ungarn und Siebenbürgen. Uo. 1838.
- Die Wappen und Siegel der Fürsten von Siebenbürgen und der einzelnen ständischen Nationen dieses Landes. Hermannstadt, 1838.
- Gutachten der zur genauern Erörterung des Antrages zur Errichtung einer juridischen Facultät im Schosse der I. sächsischen Nation niedergesetzten Commission. (Uo. 1839.)
- Die Verfassung des Grossfürstenthums Siebenbürgen. Wien, 1844. (Makoldi Sámuel által magyarra fordítva. Pest, 1846.)
- Historisch-genealogisch-geographischer Atlas zur Uebersicht der Geschichte des ungarischen Reichs. Hermannstadt, 1851.ng, die Schicksale und Leistungen des Vereins für siebenbürgische Landeskunde. Uo. 1853.

Kéziratban maradt műveit fölsorolja Trausch.
Arczképe Kriehuber festménye után Hoflich Jánosnál jelent meg 1844-ben és Atlasa mellé is csatoltatott.
Értekezései megjelentek a Hormayr Archivjában (1819. 1823.), Schuller Archivja I. köt. Transilvania II. köt. és az Archiv des Vereins für siebenbürgische Landeskunde II. IV. és új folyama II. III. köteteiben.